# Siedlung Heimgarten

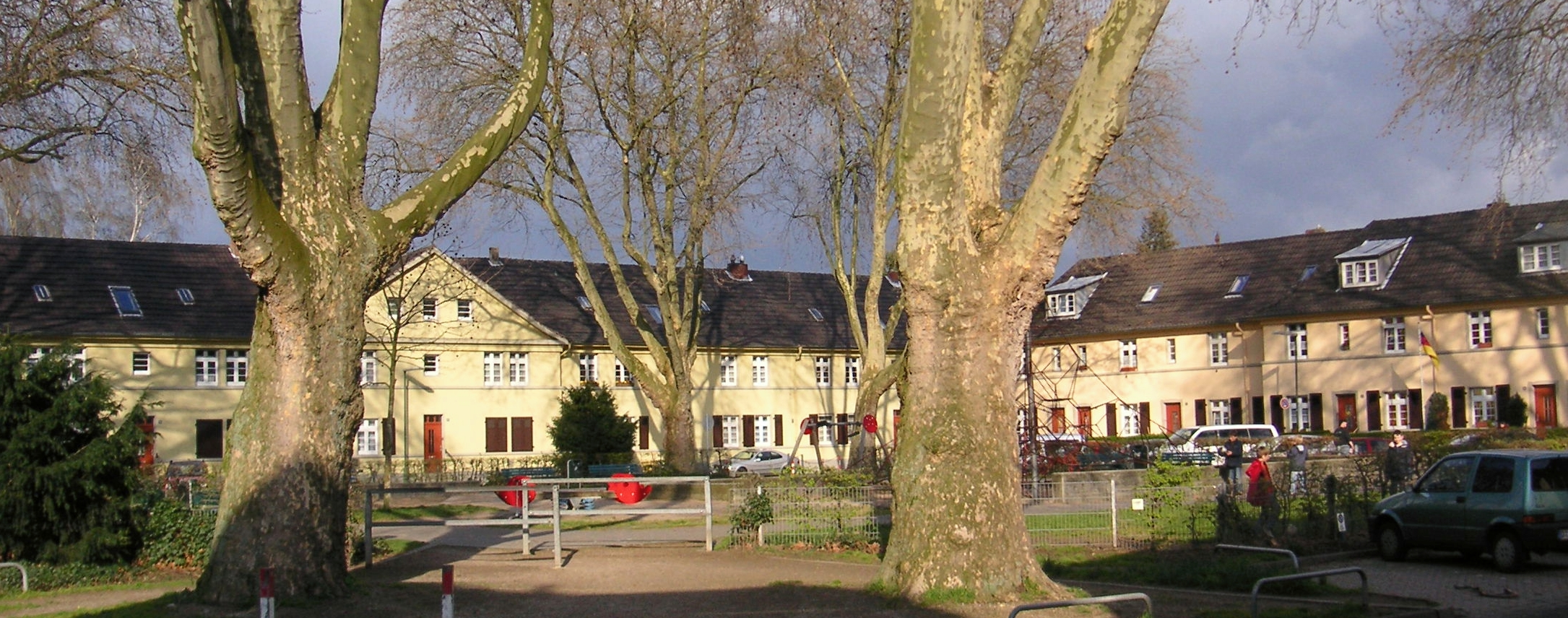
Siedlung Heimgarten

Die Siedlung Heimgarten befindet sich am Heimgarten 1–74, Erkrather Straße 428–438 in Düsseldorf-Lierenfeld. Die Siedlung wurde im Stil der Heimatschutzarchitektur als Beispiel für die „individueller gestalteten Gartenstadt-Kolonie“ erbaut.

## Beschreibung
Die unter Denkmalschutz stehende Siedlung ist ein Beispiel für die Wohnreform um 1920, die durch den Gartenstadtgedanken bestimmt war. Diese Siedlung ist wie die Musterbausiedlung am Nordfriedhof und die Meistersiedlung von der Gartenstadt-Architektur geprägt. Zur Erkrather Straße zeigt die Siedlung eine viergeschossige Bebauung. Die Siedlung hat eine konkave Fassade, wo sich ein überbautes Tor befindet. Dahinter befinden sich zweigeschossige Reihenhäuser, deren Keller sich zu den Gärten auf der Rückseite der Häuser hin öffnen. Die Häuser haben entweder ein Sattel- oder ein Walmdach. Zwerchhäuser gliedern die Dächer, die Fenster ruhen auf kräftigen Gurtgesimsen.